# Cho Hae-jin
Cho Hae-jin, hangul 조해진, född 1976 i Seoul är en sydkoreansk författare. Hon skriver berättelser om människor nära branten och politiskt marginaliserade karaktärer. Cho Hae-jin finns ännu inte (2019) utgiven på svenska.

## Litterär karriär
Cho Hae-jin utbildade sig vid Ewha Womans University i Seoul där hon bland annat läste koreansk litteratur. 2004 erhöll hon sitt första litterära pris, Munye Joongang Literary Award for Best First Novel. Novellen, "Yeoja-ege gileul mutda" (여자에게 길을 묻다 Att fråga en kvinna om vägen), publicerades i tidskriften 2006.
Litteraturkritikern Shin Hyeongcheol kommenterade novellen med att "den här författaren skriver bara om människor som håller på att dö, eller som åtminstone socialt sett redan är döda". Cho har själv beskrivit sysslandet med namnlösa människor som ett vanligt tema för författare.
2008 undervisade hon i koreanska vid ett universitet i Polen. Här fick hon läsa om nordkoreanska avhoppare i Belgien, vilket inspirerade henne till romanen I Met Lo Kiwan (로기완을 만났다). Romanen berättar historien om en av alla människor bakom statistiken, en nordkorean som flyr hemlandets svältkatastrof. Den erhöll 2013 det litterära priset Shin Dong-yup (31:a upplagan) och kom att uppmärksammas internationellt.
2016 erhöll hon litteraturpriset Lee Hyo-seok Literary Award (17:e upplagan) för novellen "Sanchaekja-ui haengbok" (산책자의 행복 En vandrares lycka).
Cho var en av flera sydkoreanska författare som deltog vid Bokmässan i Göteborg 2019. Påfallande många av de sydkoreanska författare som rönt internationell uppmärksamhet under senare år är kvinnor. Sydkoreanska kritiker brukar förklara det med att ovanligt många kvinnor debuterade på 1990-talet, ”kvinnornas årtionde”.
Cho är del i den breddning av den sydkoreanska litteraturen som skett på senare år. Han Kang beskrev denna vid Bokmässan i Göteborg (2019) för SVT på följande sätt:
| ” | – Den svarta listan påverkade framför allt den yngre generationen av författare starkt, och jag är så glad att den inte finns mer. Nu finns det en bred mångfald på den sydkoreanska litteraturscenen, med många röster från feminister och sexuella minoriteter. Författare i Sydkorea söker en ny riktning, säger Han Kang. | „ |

## Priser och utmärkelser
- 2004 – Munye Joongang New Writer's Award, för "Yeoja-ege gileul mutda" (여자에게 길을 묻다 Att fråga en kvinna om vägen),
- 2013 – 31st Sin Dong-yup Prize for Literature, för I Met Lo Kiwan (로기완을 만났다)
- 2014 – 5th Young Writers' Award, för Bitui howi (빛의 호위 Ljusets väktare)
- 2016 – Lee Hyo-seok Literary Award, för "Sanchaekja-ui haengbok" (산책자의 행복 En vandrares lycka)